# Morrerense
Morrerense is een Kaapverdische voetbalclub. De club speelt in de Maio Island League (Eiland Divisie), op Maio, waarvan de kampioen deelneemt aan het Kaapverdisch voetbalkampioenschap, de eindronde om de landstitel.